# Kushk (fiume)
Il Kushk, Kushka o Koshk (in turkmeno Guşgy Deryasy; in russo Кушка, Кушк) è un fiume dell'Afghanistan (province di Herat e di Badghis) e del Turkmenistan.
Nasce nell'Afghanistan nordoccidentale sul fianco settentrionale dei monti Selseleh-ye Safīd Kūh (il cui antico nome era Paropamiso) dalla confluenza dei fiumi Āq Robāţ e Galleh Chagar. Scorre dapprima in direzione nord-ovest e poi, raggiunta la località di Kushk, piega a nord. Dopo aver formato per 25 km il confine tra Afghanistan e Turkmenistan e aver ricevuto le acque del fiume Egriyok, sfocia nel Morghab, di cui è il maggior affluente.
Il fiume dà il nome alla cittadina di Kushk e di Kushka (antica postazione militare in Turkmenistan, ora Serhetabat); inoltre nel corso dei secoli ha costituito il confine più meridionale dell'Impero russo e dell'Unione Sovietica.